# 杜宛霖
杜宛霖（?年—），臺灣揚琴演奏家、作曲家，台中人。現任台灣揚琴樂團首席、臺北市立國樂團合約演奏員、國立臺灣藝術大學中國音樂學系兼任講師。

## 生平
杜宛霖出生於臺灣台中，2018年畢業於國立臺灣藝術大學中國音樂學系碩士班。致力於揚琴發展及教育。
2024年，杜宛霖曾參與羅大佑 & 春龍交響樂團《春龍交響夜2024》現場錄音專輯錄製。該專輯結合中西方器樂、古典樂及流行樂，並先後於上海、杭州、重慶、成都、澳門、廣州、台北、蘇州、天津、武漢、深圳、北京及高雄等地區之音樂演奏廳進行演出及錄製。
曾與台灣揚琴發展協會、灣聲樂團、小巨人絲竹樂團、天鼓擊樂團等樂團合作演出。

## 獲獎與榮譽
- 第一屆臺灣國際揚琴大賽專業成人組「金獎第一名」，2017年[2]
- NCO器樂大賽－2020揚揚得藝新秀選拔「首獎」及「最佳魅力舞台獎」，2020年[2][3]
- 台灣揚琴發展協會徵曲入選，2023年（作品《快樂小天使》）[4]

## 作品
- 《快樂的毛毛》（2017年）
- 《島語灣歌》（2019）[5]

- 《快樂小天使》（2023年）[4]
- 《草蜢弄雞公》（編曲）
- 《搖著槳的茉莉小六》（編配）
- 《Hoedown》（移植）